# Leibniz-Institut für ökologische Raumentwicklung
Das Leibniz-Institut für ökologische Raumentwicklung e. V. (IÖR) ist eine außeruniversitäre Forschungseinrichtung mit Sitz in Dresden. Seine Forschungsaktivitäten sind thematisch auf ökologische Fragen nachhaltiger Entwicklung ausgerichtet. Das Institut ist ein gemeinnütziger eingetragener Verein und Mitglied der Wissenschaftsgemeinschaft Gottfried Wilhelm Leibniz (WGL).

## Geschichte
Das „Institut für Ökologische Raumentwicklung“ wurde 1992 auf Empfehlung des Wissenschaftsrats gegründet und in die gemeinsame Bund-Länder-Förderung als Institut der Blauen Liste aufgenommen. Vorgänger-Institutionen waren das Sächsische Bauinstitut (SBI), Dresden, und das Landesbauforschungsinstitut Sachsen (LBFI), Leipzig, die aus Teilen der Bauakademie der DDR entstanden waren. Im Jahr 2003 wurde das Institut umbenannt in „Leibniz-Institut für ökologische Raumentwicklung“.

## Aufgaben
Nach der Satzung des Instituts hat es die Aufgabe, „in interdisziplinärer Arbeitsweise Grundfragen einer ökologisch ausgerichteten Raumwissenschaft im nationalen, europäischen und internationalen Zusammenhang zu erforschen“. Hierbei stehen „Ausgangsbedingungen und Entwicklungsperspektiven sowie Strategien, Methoden und Instrumente einer ökologischen Raumentwicklung“ im Mittelpunkt.
Das Institut forscht zu diesen wissenschaftlichen Schwerpunkten:
- Wandel und Management von Landschaften
- Umweltrisiken in der Stadt- und Regionalentwicklung
- Ressourceneffizienz von Siedlungsstrukturen
- Monitoring der Siedlungs- und Freiraumentwicklung
- Wirtschaftliche Aspekte der ökologischen Raumentwicklung
- Nachhaltigkeits-Transformationen von Städten und Regionen

Neben der Forschung zählen zu den satzungsmäßigen Aufgaben des Institutes der forschungsbasierte Wissenstransfer und damit die Beratung von Politik und Gesellschaft sowie die Förderung des wissenschaftlichen Nachwuchses.
Das Institut betreibt darüber hinaus eine wissenschaftliche Spezialbibliothek mit fachlichem Schwerpunkt auf Themen der ökologischen Raumentwicklung. Der Bibliotheksbestand umfasst zirka 20.000 Medieneinheiten sowie 120 Zeitschriften im laufenden Bezug (Stand: 01/2018). Der Bestand ist im webOPAC des Institutes online recherchierbar.
Mit dem Monitor der Siedlungs- und Freiraumentwicklung bietet das Institut eine im Internet frei zugängliche Anwendung an. Der IÖR-Monitor stellt Informationen zur Flächenstruktur und ihrer Entwicklung sowie zur Landschaftsqualität flächendeckend für die Bundesrepublik Deutschland bereit. Er wurde mit dem Ziel entwickelt, Städte und Regionen bei der ressourcen- und flächenschonenden Entwicklung zu unterstützen.

## Kooperationen
Zusammen mit der Akademie für Raumentwicklung in der Leibniz-Gemeinschaft in Hannover, dem Leibniz-Institut für Länderkunde in Leipzig, dem Institut für Landes- und Stadtentwicklungsforschung in Dortmund sowie dem Leibniz-Institut für Raumbezogene Sozialforschung in Erkner bildet das IÖR das Raumwissenschaftliche Netzwerk (5R).
Wichtigster universitärer Kooperationspartner ist die Technische Universität Dresden. Der Leiter des IÖR, Marc Wolfram, ist in Personalunion auch Inhaber des „Lehrstuhls Raumentwicklung“ der Fakultät „Umweltwissenschaften“. Insgesamt verfügt das IÖR über fünf gemeinsame Berufungen mit der TU Dresden. Gemeinsam mit der TU Dresden und anderen außeruniversitären Forschungseinrichtungen ist das IÖR Mitglied im Wissenschaftsverbund DRESDEN-concept.
Gemeinsam mit der Technischen Universität Dresden betreibt das Leibniz-Institut für ökologische Raumentwicklung das Interdisziplinäre Zentrum für ökologischen und revitalisierenden Stadtumbau (IZS) in Görlitz. Das IZS bearbeitet als Joint Urban Lab Fragen eines ökologischen und revitalisierenden Stadtumbaus sowie urbaner Transformation disziplinübergreifend und anwendungsorientiert. Das IZS geht auf das Görlitz Kompetenzzentrum Revitalisierender Städtebau zurück.
Ebenfalls gemeinsam mit der Technischen Universität Dresden organisiert das Institut die Dresden Leibniz Graduate School (DLGS). Hierbei handelt es sich um eine international orientierte raum-, wirtschafts- und sozialwissenschaftliche Graduiertenschule. In der DLGS wird Universitätsabsolventen und berufserfahrenen Nachwuchswissenschaftlern die Möglichkeit gegeben, in einem interdisziplinär orientierten Studienprogramm zu promovieren. Jährlich (bis 2014 in zweijährlichem Rhythmus) schreibt die Graduiertenschule bis zu vier Stipendien für eine Dauer von drei Jahren aus.
Wichtig für die international orientierte Arbeit des Institutes ist zudem die Kooperation mit dem United Nations University Institute for Integrated Management of Material Fluxes and of Resources der United Nations University in Dresden. Gemeinsam mit UNU-FLORES und der Technischen Universität Dresden organisiert das IÖR alle zwei Jahre die Dresden Nexus Conference. Die internationale Tagung behandelt die Frage, wie der nachhaltige Umgang mit Umweltressourcen (Boden, Wasser, Abfall) durch verknüpfte Ansätze besser gelingen kann und widmet sich damit zentralen übergreifenden Fragen der nachhaltiger Stadt- und Regionalentwicklung.

## Finanzierung
Nach dem Finanzierungsmodell der so genannten Blaue-Liste-Einrichtungen wird das Institut in Form einer Fehlbedarfsfinanzierung hälftig aus Mitteln des Bundes und der Länder finanziert. Der Bundesanteil wird vom Bundesministerium für Umwelt, Naturschutz, Bau und Reaktorsicherheit (BMUB) getragen, der Länderanteil zu drei Viertel vom Sächsischen Staatsministerium für Wissenschaft und Kunst (SMWK). Das restliche Viertel des Länderanteils wird nach dem Königsteiner Schlüssel auf alle Länder aufgeteilt. Insgesamt hat das Institut einen Etat in Höhe von 8,30 Millionen Euro, einschließlich 1,96 Millionen Euro an Drittmitteln (Stand: 12/2016).